# Christian-Paul Arrighi
Pour les articles homonymes, voir Arrighi et Paul Arrighi.
Christian-Paul Arrighi, né  le 26 février 1938 dans le 13e arrondissement de Paris et mort à Nice le 8 janvier 1998, est un réalisateur français.

## Biographie
Avant de réaliser un premier long métrage, Christian-Paul Arrighi est auteur de théâtre : il a signé L'Annonce faite à Joseph, une pièce présentée en 1966 dans le café-théâtre que Daniel Moquay venait d'ouvrir à Paris, rue Saint-Benoît, dans le sous-sol du restaurant Le Bistingo.

## Filmographie
- 1969 : La Coqueluche
- 1974 : Moi je veux voir la mer